# Bartolomeo Rastrelli

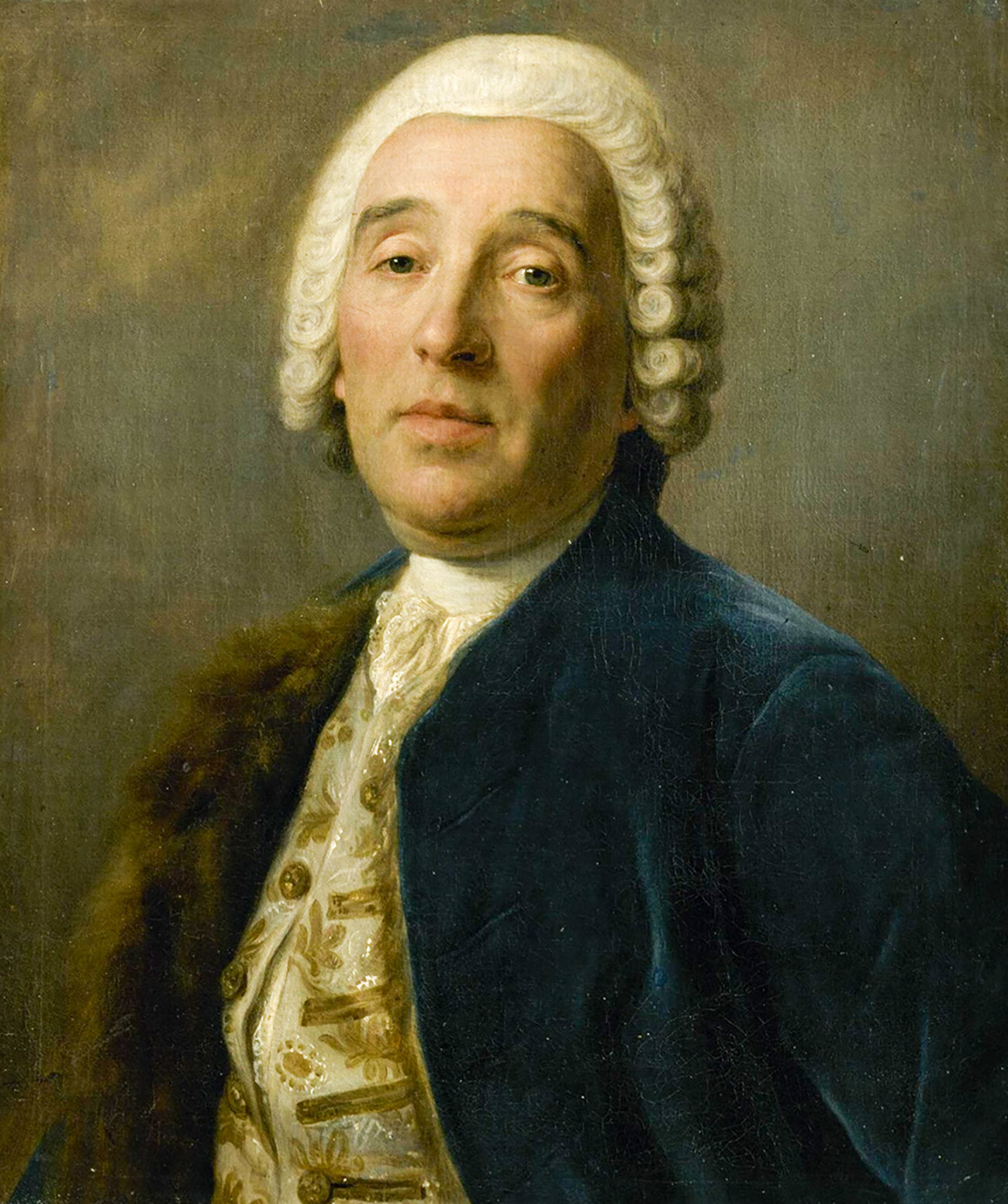
Bartolomeo Rastrelli

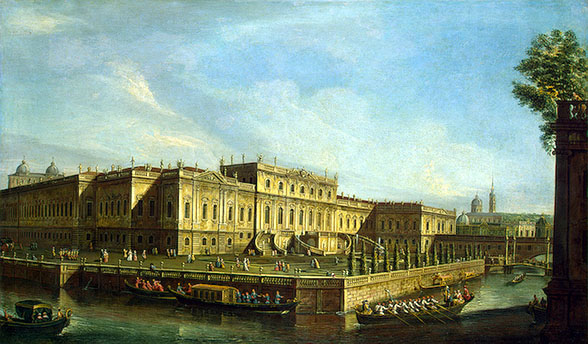
Het zomerpaleis in Sint-Petersburg in 1756

Francesco Bartolomeo Rastrelli (Russisch: Франческо Бартоломео Растрелли) (Parijs, 1700 - Sint-Petersburg, 29 april 1771) was een Russisch-Italiaans architect. Met grote monumenten in laatbarokke stijl bepaalde hij mee het aanzicht van Sint-Petersburg. Ook in Moskou, Kiev en andere Russische steden was hij werkzaam. Zijn bekendste werk is het Winterpaleis.

## Leven
Rastrelli kwam naar Sint-Petersburg in 1716 in het gezelschap van zijn vader Carlo, een beeldhouwer. Zijn eerste grote opdracht kreeg hij vijf jaar later van prins Dimitrie Cantemir. Tsarin Anna van Rusland maakte Rastrelli bij haar aantreden in 1730 hofarchitect en ook onder Elisabeth van Rusland bleef hij in de bovenste schuif liggen. Hij verliet de strenge stijl en de torenspitsen die onder Peter de Grote ingang hadden gevonden voor een meer feestelijke esthetiek met tweekleurige gevels en veel verguldsel. Hoewel hij soms tot de rococo wordt gerekend, ging hij niet mee in de lichte curven en is het correcter te zeggen dat hij tot de Elisabethaanse barok behoorde, een meer solide stijl die elementen uit de Russische traditie overnam en tot een originele synthese versmeedde. 
Catharina de Grote beschouwde de barok als een verouderde slagroomstijl en bracht bij haar troonbestijging in 1762 haar eigen architect Antonio Rinaldi mee. Rastrelli's glorieperiode kwam ten einde. De piramidale klokkentoren van het Smolnyklooster, die de hoogste van het land moest worden, kon hij niet realiseren. Hij trok zich terug naar Koerland, waar hij nog enkele paleizen bouwde.

## Selectie van werken
- 1730 - Paleis Annenhof in Lefortovo (afgebrand in 1746)
- 1736 - Paleis Rundāle (Koerland, thans Letland), voor Ernst Biron
- 1738 - Paleis Jelgava in Jelgava (Koerland, thans Letland), eveneens voor Biron
- 1741 - Zomerpaleis in Sint-Petersburg (afgebroken in 1797)
- 1747 - Uitbreiding en renovatie van het paleizencomplex in Peterhof
- 1747 - Winterpaleis in het Kremlin (afgebroken in 1837)
- 1748 - Smolnyklooster in Sint-Petersburg
- 1749 - Sint-Andreaskerk in Kiev
- 1749 - Paleis Vorontsov in Sint-Petersburg
- 1752 - Catharinapaleis in Tsarskoje Selo
- 1752 - Mariinskipaleis in Kiev (tegenwoordig het ceremonieel paleis van de president van Oekraïne)
- 1753 - Stroganovpaleis aan de Nevsky Prospekt, Sint-Petersburg
- 1753 - Winterpaleis in Sint-Petersburg

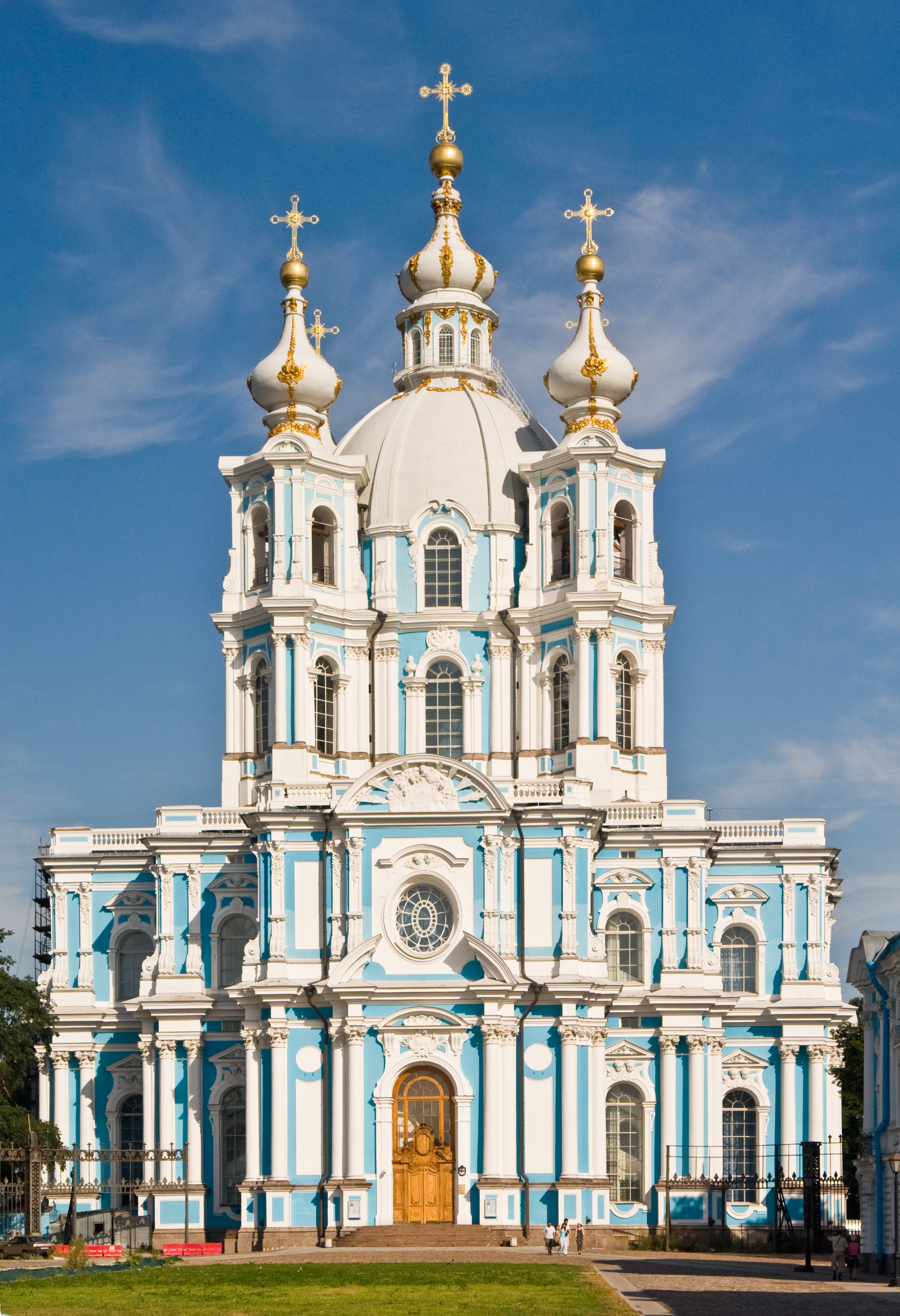
Smolnykathedraal
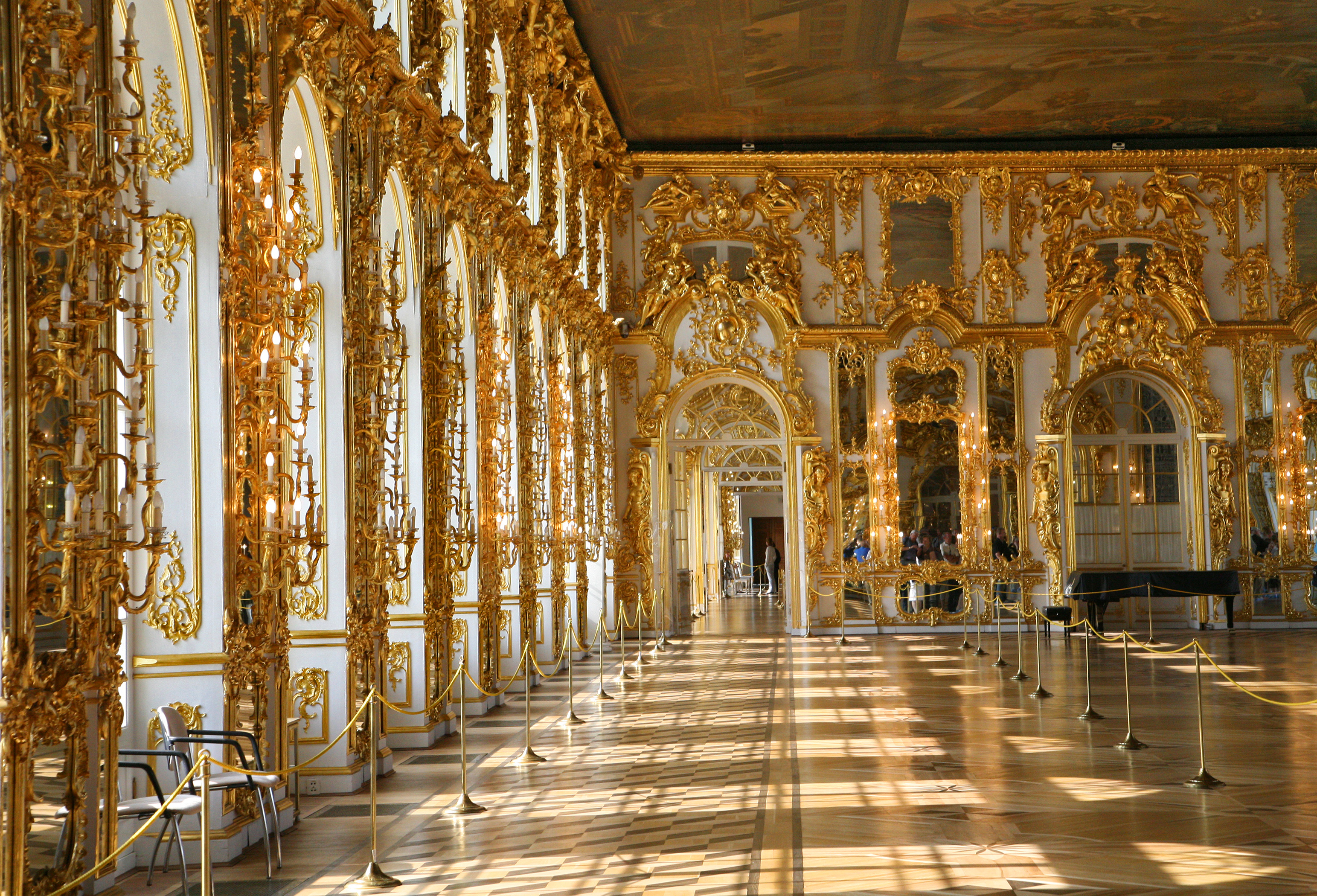
Balzaal van het Catharinapaleis
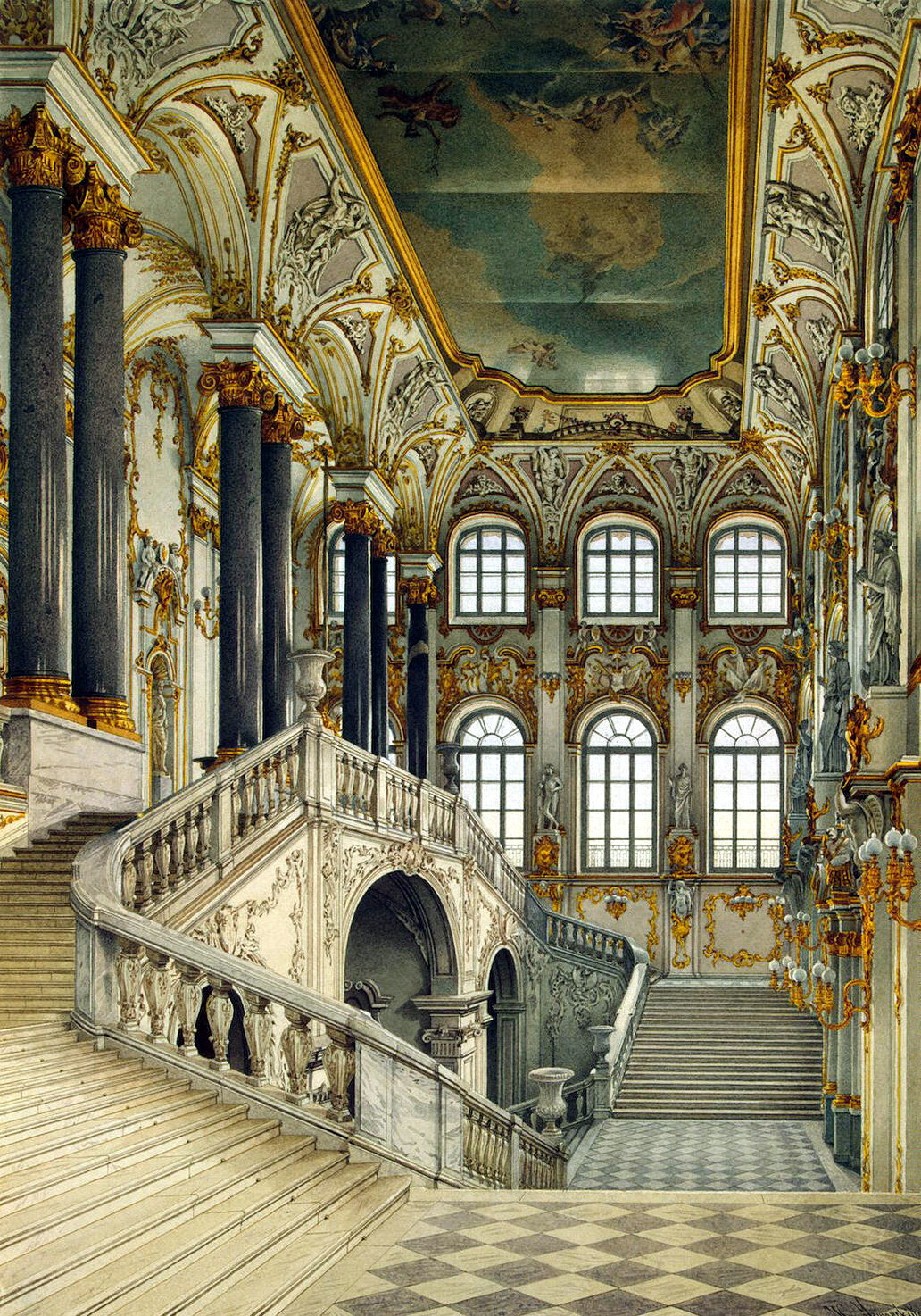
Traphal in het Winterpaleis
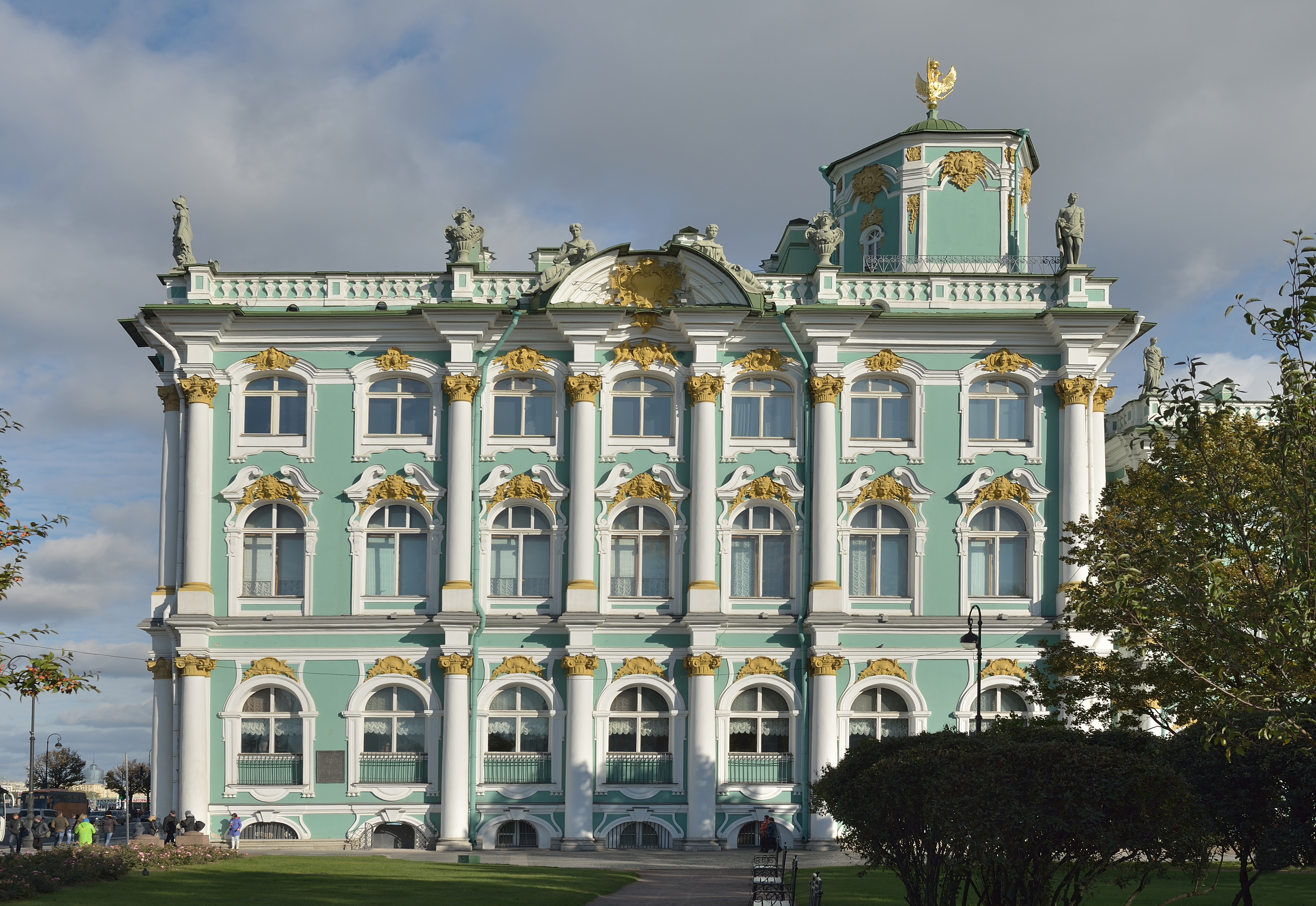
Westgevel van het Winterpaleis

- Bibliothèque nationale de France: cb15582601v (data)
- Gemeinsame Normdatei: 119527723
- International Standard Name Identifier: 0000 0000 7987 0500
- KulturNav: 886fb633-e576-4f0f-aabe-63e54cef6974
- Library of Congress Control Number: n83221309
- Nationale Bibliotheek van Letland: 000093240
- Nationale Bibliotheek van Tsjechië: jn20011211180
- Nationale Bibliotheek van Israël: 987007393044205171
- Nationale Bibliotheek van Polen: a0000001225968
- Nederlandse Thesaurus van Auteursnamen: 159063353
- LIBRIS: 86195
- Système universitaire de documentation: 110441974
- Union List of Artist Names: 500012337
- Virtual International Authority File: 23526361
- WorldCat: E39PBJbWqPQy8pRPQJjxKbrKBP